# Илија Паранос
Илија Паранос (Шабац, 1902 — Трст, 1945) био је српски и југословенски правник, полицајац и фудбалски судија, а за време немачке окупације Србије у Другом светском рату је био шеф Специјалне полиције Управе града Београда.

## Биографија

### Порекло
Старином потиче из херцеговачке породице, јер се његов прадеда Ристо Паранос из родног Старог Сланог код Требиња најпре одселио у Сарајево, потом Дубровник где упознаје браћу Крсмановиће и са њима отпочиње трговачки ортаклук, да би затим отишао за Шамац, Брчко и напослетку Београд. Ристо Паранос је развио трговину шљивама, тргујући у Србији, Аустроугарској, Италији, па чак и Америци, те је стекао статуса једног од најбогатијих Срба свог доба. Захваљујући трговини, Ристов син Риста Р. Паранос је успео да 1879. године предложи и омогући избор свог пословног партнера Герхарда Јенсена за првог почасног конзула Краљевине Србије у Сједињеним Државама. Богатство Параносових је добило и место у српској књижевности, тачније приповеци Лазе Лазаревића Први пут с оцем на јутрење:
Ниси ти неки туњез, као што има људи. Не дам ја самих твојих руку за сав капитал Параносов, па да је још онолики!— Лаза Лазаревић, Први пут с оцем на јутрење

### Образовање и међуратна каријера
Илија Паранос је рођен 1902. године у Шапцу, као син Ане и Косте Параноса. Завршио је студије на Правном факултету Универзитета у Београду и почео да ради као писар управе града Београда. Брзо је напредовао и постао један од најпознатијих полицајаца, а почетком тридесетих година је постао пилот и комесар Ваздушног пристаништа Београд (аеродром у Земуну).
Напредовао је и постао шеф Централне пријавнице Управе града Београда, што му је омогућила да често буде пратилац кнеза Павла Карађорђевића и председника Министарског савета др Милана Стојадиновића на њиховим путовањима у иностранство. За време Стојадиновићеве посете Херману Герингу 1936. године, Паранос је имао прилике да се упозна са официрима Гестапоа, што ће имати важну улогу у ономе како ће се на њега гледати у предстојећем рату.
У међуратном Београду, Паранос је био ангажован и у спортским друштвима, па је био и фудбалски судија. Тако је упознао Милутина Ивковића - Милутинца, фудбалера СК Југославија и ФК БАСК, дерматолога и симпатизера Комунистичке партије.

### Шеф Специјалне полиције Управе града Београда
По немачкој окупацији Србије у Другом светском рату 1941. године, Паранос је потписао Апел српском народу. Јула 1941. године, Паранос је предводио акцију уништавања Колубарске партизанске чете.
Постао је шеф Специјалне полиције Управе града Београда у септембру 1941. године, након формирања Владе народног спаса Милана Недића. Задатак Специјалне полиције је примарно био да води антикомунистичку, односно борбу са партизанским покретом, а потом да асистира немачким окупационим властима у сузбијању снага Југословенске војске у Отаџбини.
Када је 9. новембра 1941. године од стране Специјалне полиције ухапшен пуковник Јован Тришић, вршилац дужности команданта жандармерије, због повезаности и пружања помоћи пуковнику Драгољубу Михаиловићу, саслушавао га је лично Илија Паранос.
Његов предратни пријатељ Милутин Ивковић - Милутинац је неколико пута хапшен од Гестапоа, због повезаности са партизанима. Према појединим наводима, увек га је спашавао Паранос, који га је молио да напусти земљу и оде за лекара у један од заробљеничких логора где су се налазили југословенски официри од капитулације у Априлском рату. Паранос је успео да спасе Фридриха и Ружу Попс, Милутинчевог таста и ташту, који су били јеврејског порекла и као такви на мети нациста, али су упркос хапшењима од Гестапоа успели да преживе рат. Ипак, Милутинац је на крају ухапшен 24. маја 1943. године од стране Гестапоа и затворен у логор на Бањици, а стрељан следећег јутра у Јајинцима. Претпоставља се да је хапшење и егзекуција Милутинца у свега пар сати, што је ретко практиковано на тај начин, заправо била лична освета управника Бањичког логора Светозара Тозе Вујковића, који је рачунао да ће, као предратни начелник Четвртог антикомунистичког одсека, бити ратни шеф Специјалне полиције, али је на то место дошао Паранос.
Пред крај рата, Паранос је ступио у контакт са армијским генералом Драгољубом Михаиловићем, начелником Штаба Врховне команде Југословенске војске и покушао да са њим успостави некакву сарадњу. Овој сарадњи се изричито противио мајор Александар Михајловић Вили, командант групе београдских корпуса Југословенској војсци у Отаџбини, који је Параноса назвао “највећим инквизитором наших људи”.

### Емиграција и смрт
Положај шефа Специјалне полиције је напустио 4. октобра 1944. године и непосредну уочи ослобођења Београда, напустио је Београд заједно са осталим припадницима апарата Владе народног спаса и отишао у Беч. Вратио се у Постојну и ту бива заробљен од италијанских партизана, који га предају западним савезницима. Фридрих Попс је по ослобођењу 1944. године, обавестио нове власти да му је Паранос спасао живот, али то није узето у обзир и он је окарактерисан као ратни злочинац. Депортован је у логор Санта Чезаре, да би био испоручен новим југословенским комунистичким властима. Приликом покушаја да буде испоручен, искочио је кроз прозор воза и погинуо.

## Прикази у филмовима и серијама
Лик Илије Параноса у серији Бањица из 1984. године, тумачио је глумац Миодраг Лончар. У серији Отписани, као шеф Специјалне полиције се појављује лик под именом Крста Мишић, кога је играо Васа Пантелић.